# Manon Deketer
Manon Deketer (Dunkerque, 8 de junio de 1998) es una deportista francesa que compite en judo. Ganó una medalla de bronce en el Campeonato Mundial de Judo de 2022, en la categoría de –63 kg.

## Palmarés internacional
| Campeonato Mundial | Campeonato Mundial   | Campeonato Mundial | Campeonato Mundial |
| Año                | Lugar                | Medalla            | Categoría          |
| ------------------ | -------------------- | ------------------ | ------------------ |
| 2022               | Taskent (Uzbekistán) | Medalla de bronce  | –63 kg             |